# Патрик Ингелстен
Патрик Ингелстен (на шведски: Patrik Ingelsten) е шведски футболист, нападател. Висок 1,79 метра.
Дебютира в професионалния футбол за шведския Халмстадс БК през 2002. До 2006 г. изиграва 95 мача с 14 гола. През сезон 2007-2008 г. играе в шведския Калмар ФФ, за който изиграва 47 мача с 22 гола. От януари 2009 г. е играч на СК Хееренвеен.